# 金取遺跡
金取遺跡（かねどりいせき）は、岩手県遠野市宮守町（旧上閉伊郡宮守村）に所在し、中期旧石器時代に属するとされる遺跡である。2004年（平成16年）6月1日に遠野市指定史跡に指定されている。2003年（平成15年）7月の報道として、8-9万年前とされる土層から石器が出土し、日本国内最古の旧石器時代遺跡とする見方も出たが、2009年（平成21年）9月に島根県出雲市の砂原遺跡で出土した石器が12万年前まで遡るとして、こちらを最古のものとする報道もある。

## 概要
遺跡は北上山地の小盆地に面した中位段丘上に位置している。
1984年（昭和59年）、当時の上閉伊郡宮守村建曽部（たっそべ）の土取り場から、ホルンフェルス製の石器（チョッピング・ツール）1点が民間研究者によって発見され、1985年（昭和60年）に地域の研究者達によって発掘調査された。1986年（昭和61年）には発掘調査報告書が刊行された。

## 出土遺物と年代
旧石器は、Ⅱ層、Ⅲ層、Ⅳ層に包含されていた。Ⅲ層の上部から片面調整石器、チョッパー、このほか剥片、砕片、円盤石核、焼けた礫3点など31点の遺物と多量の木炭粒が出土した。第Ⅲ層下層（Ⅲc層）検出炭化物の炭素14年代測定結果では46480（±710）年前という値が得られ、南山大学の上峯篤史は、これを日本における中期旧石器時代遺跡の存在の主要な根拠としているが、中期旧石器の存在を疑問視する堤隆（明治大学）などは、層位の年代決定法上の問題などからこれに疑問を呈し、現在も意見が分かれている。
Ⅳ層からは、黒い硬質砂岩や粘板岩で作ったハンドアックスのような両面加工石器やチョッパー、青灰色の良質なチャート製の五角形剥片など8点の石器と木炭粒が検出された。Ⅳ層中からは微量の軽石型火山ガラスが検出され、その分析の結果、Ⅳ層は9～8万年前という年代が与えられた。金取Ⅳ文化は火山灰層序学に照らして地質年代を把握できる日本最古の石器群とする意見がある。同志社大学の松藤和人は、この最下層出土の石器は人工品であることは間違いないとする見解を述べている。